# Guido Bergamo
Guido Bergamo (Montebelluna, 26 dicembre 1893 – Roma, 26 giugno 1953) è stato un medico, politico e antifascista italiano.

## Biografia
Figlio di Luigi e di Virginia Callegher, studiò dapprima presso l'Istituto Cavanis "Collegio Canova" di Possagno e poi al liceo "Canova" di Treviso.
Si interessò di politica sin dalla giovinezza prendendo parte al movimento giovanile repubblicano al seguito Teodorico Tessari. Nel 1913, con Eugenio Chiesa, Giuseppe Chiostergi e Napoleone Porro, aderì alle prime battaglie per l'organizzazione dei contadini del Montello e fu uno dei protagonisti dello sciopero al Canapificio Veneto di Crocetta del Montello. L'anno successivo promosse con altri il periodico La riscossa.
Mentre frequentava la facoltà di medicina presso l'università di Bologna si avvicinò agli ambienti sindacali e fu tra i più convinti interventisti. Partecipò alla Grande Guerra nel 7º Reggimento alpini col grado di caporale. Quindi come sottotenente di complemento e poi tenente di complemento nell’8° Reggimento Alpini, inquadrato nel Battaglione Cividale. Decorato con quattro medaglie d’argento e tre croci al valor militare, fu promosso a capitano per merito di guerra;  per questi motivi ebbe l'onore di accompagnare la salma del milite ignoto da Aquileia a Roma.
Convinto che solo la guerra, avrebbe potuto mettere fine ai regimi nazionalisti e realizzare la giustizia sociale e la pacificazione universale dei popoli sovrani, a guerra finita si rese conto che queste erano illusioni.
Nel 1919, appena congedato si laureò in medicina e assieme al fratello Mario, fondò il Fascio di combattimento di Bologna, quindi, subito dopo il congresso di Firenze (ottobre 1919), insofferente della svolta a destra del movimento, si iscrisse al Partito repubblicano, nel giro di qualche mese dopo si candidò a Treviso in una lista di repubblicani e di reduci di guerra. La sua elezione non venne tuttavia convalidata in quanto non aveva l'età minima prevista dalla legge. Iscritto alla loggia bolognese della massoneria  Il 19 dicembre 1921  ne divenne gran maestro..
Nel 1921 e nel 1924 fu  eletto alla Camera sempre tra le file dei Repubblicani. Membro della corrente di sinistra, rimase molto attivo nella terra di origine tanto da rendere Montebelluna e dintorni una roccaforte del partito: tra il 1919 e il 1925 i repubblicani ressero gli undici comuni del circondario e vi organizzarono una vasta rete di cooperative.
La sua attività politica fu però sempre più avversata dai fascisti che, d'altra parte, Bergamo attaccava mediante pubblicazioni e articoli di giornali. Nell’agosto 1922, dopo uno scontro tra fascisti e repubblicani a Treviso, questi ultimi, per evitare rappresaglie, dovettero accettare che fosse bandito dalla città, con l’accusa di essere il responsabile del clima di violenza politica che si era creato. In realtà, Bergamo dava fastidio a tutti, liberali, fascisti, popolari e socialisti. Anche all’interno del suo stesso partito, era malvisto da alcuni, invidiosi del suo successo politico e professionale. Nelle elezioni del ‘24, ottenne un successo senza precedenti, finendo per diventare l’unico eletto trevigiano non appartenente al listone nazionale dei liberal fascisti. Pur avendo sottoscritto il documento con cui i deputati repubblicani aderivano alla Secessione dell’Aventino (che ha inizio il 27 giugno del 1924), si dichiarò contrario a rinunciare alle possibilità di lotta offerte dal Parlamento.
Nel 1925, il cav. Isidoro Sillan, ex fiduciario fascista e dei combattenti per la zona della Carnia, in carcere per appropriazione indebita, venuto a conoscenza dal suo compagno di cella: Riccardo Fedel, che Bergamo e altri politici locali, se fossero stati avvertiti avrebbero a lui provveduto con larghezza di mezzi, lo denunciò. La soffiata ebbe come conseguenza la perquisizione della sua abitazione e della sua clinica e contemporaneamente delle abitazioni dell'ex deputato repubblicano Adriano Arcani e di Mario Razzini, direttore del settimanale “La riscossa”. I principali dirigenti del partito repubblicano della provincia di Treviso. Gli attacchi fascisti continuarono e raggiunsero il loro apice nel novembre del 1926, quando fu incendiata la sua clinica; negli stessi giorni fu pubblicato un comunicato sulla Voce fascista in cui veniva bandito dalla vita politica. Il 9 novembre, infine, fu fatto decadere dal mandato parlamentare.
Dopo aver trascorso un breve esilio in Egitto, fu obbligato a vivere a Mestre. Qui vi trascorse tutto il resto del Ventennio, ormai lontano dalla politica.
Dopo l'Armistizio di Cassibile prese parte al convegno di Bavaria durante il quale fu organizzata la Resistenza del Triveneto e vennero costituiti i primi nuclei partigiani; nel 1945 diresse l'Insurrezione a Mestre. 
Dopo la liberazione continuò la sua lotta politica all’interno del Partito repubblicano, proponendo una sintesi social-repubblicana, arricchita di una vena spirituale cristiana. Nel 1946 si candidò alla Costituente, ma non fu eletto. Sempre più isolato all’interno del partito ne uscì nel 1947 per fondare il PRIS (Partito repubblicano sociale). Nel 1948 aderì assieme a suo fratello Mario al  Fronte Democratico Popolare.  
Rifiutò la carica di senatore di diritto che gli sarebbe spettata, in quanto ex aventiniano, nel nuovo parlamento repubblicano.
Quanto alla sua attività di medico, Bergamo si distinse come esperto tisiologo, pubblicando vari saggi sulla tubercolosi. Aveva fatto largo uso della radiologia e morì per le sue conseguenze.

## Onorificenze
Guido Bergamo ricevette cinque medaglie d’argento in guerra ma la 5* medaglia non gli fu mai consegnata perché divenuto antifascista. Se gli fosse stata consegnata le medaglie d’argento sarebbero state tramutate in una medaglia d’oro anche se vivente. ( si può verificare su “vita di Guido Bergamo “ )